# Proibito baciare
Proibito baciare è un film di genere fantascienza del 2000 scritto e diretto da Nicola Di Francescantonio e ambientato nel 2021.  Nel 2000 fu in Italia l’unico film che combinava elementi di scienza e finzione.

## Trama
Nella Genova del 2021 tutti sono controllati ed è impossibile manifestare sentimenti. Chi trasgredisce viene arrestato dalla Polizia Medica.

## Produzione
Il film è stato girato a Genova con un basso budget di produzione. Una scena del film riprese la demolizione di un vecchio stabilimento dell'Ansaldo nei pressi della Fiumara.

## Distribuzione
Dopo il rilascio del visto della censura nel marzo 2002 il lungometraggio arriva nelle sale cinematografiche nell'aprile del 2002. Nel 2004 viene proiettato al Annecy cinéma italien.

## Accoglienza

### Critica
Il film è stato recensito come: "Raro approccio fantascientifico italiano".